# Euphorbia franchetii
Euphorbia franchetii es una especie fanerógama perteneciente a la familia de las euforbiáceas.  Es originaria de Asia.

## Descripción
Es una hierba, anual, que alcanza un tamaño de 10-17 (-30) cm de altura, de color verde pálido. Rizoma una raíz pivotante delgada, de 5-10 cm × a 2 mm. Tallo solitario, de 1 mm de espesor, no ramificado, gris claro, verde, glabra. Hojas alternas, más grande hacia el ápice; estípulas ausentes; pecíolo ausente; lámina de la hoja ampliamente lineal, 1-1.6 × 0.3-0.5 mm, glabra, base atenuada, margen entero, ápice obtuso a subagudo, nervio central poco visible, laterales invisibles. Inflorescencia una pseudo umbela terminal, cimas laterales generalmente ausentes.  Cápsula ovoide-globosa, 1-1,5 x 1 mm. Semillas de 6 lados-cilíndricos, 1.7-2 mm rugosa o densamente tuberculada; carúnculas presentes, planas y poco visible, de color blanquecino, sésiles. Fl. y fr. mayo-julio.

## Distribución y hábitat
Se encuentra en las laderas de montañas, por debajo de 1500 metros en Xinjiang, Afganistán, Kazajistán, Kirguistán, Rusia, Tayikistán, Turkmenistán y Uzbekistán.

## Taxonomía
Euphorbia fosbergii fue descrita por  Borís Fédchenko y publicado en Consp. Fl. Turkest. 6: 310. 1916.
Etimología
Euphorbia: nombre genérico que deriva del médico griego del rey Juba II de Mauritania (52 a 50 a. C. - 23), Euphorbus, en su honor – o en alusión a su gran vientre –  ya que usaba médicamente Euphorbia resinifera. En 1753 Carlos Linneo asignó el nombre a todo el género.
franchetii: epíteto otorgado en honor del botánico francés Adrien René Franchet (1834-1900), reputado especialista en la flora de China y Japón.
Sinonimia
- Euphorbia hissarica Lipsky ex Prokh.
- Euphorbia turkestanica Franch.
- Tithymalus franchetii (B.Fedtsch.) Prokh.[6][1]